# John Treloar
Pour les articles homonymes, voir Treloar.
John Francis Treloar (né le 19 janvier 1928, et mort le 23 juillet 2012) est un athlète australien, spécialiste du sprint.

## Biographie
Lors des Jeux de l'Empire britannique de 1950, John Treloar remporte trois médailles d'or : sur 100 yards, 220 yards et 4 x 110 yards.
Il a également remporté 6 titres de champion d’Australie, sur 100 yards et 220 yards, entre 1947 et 1952.

### Palmarès
| Date | Compétition                  | Lieu     | Résultat | Épreuve   | Performance |
| ---- | ---------------------------- | -------- | -------- | --------- | ----------- |
| 1950 | Jeux de l'Empire britannique | Auckland | 1er      | 100 y     | 9 s 7       |
| 1950 | Jeux de l'Empire britannique | Auckland | 1er      | 220 y     | 21 s 5      |
| 1950 | Jeux de l'Empire britannique | Auckland | 1er      | 4 x 110 y | 42 s 2      |
| 1952 | Jeux olympiques              | Helsinki | 6e       | 100 m     | 10 s 5      |

### Records
| Épreuve    | Performance | Lieu    | Date |
| ---------- | ----------- | ------- | ---- |
| 100 mètres | 10 s 5      | Londres | 1948 |
| 200 mètres | 21 s 1      | —       | 1946 |